# Формат рухомої коми з подвійною точністю
Формат із подвійною точністю і рухомою комою (іноді FP64 або float64) — це формат комп'ютерних чисел, який зазвичай займає 64 біти в пам'яті комп'ютера; він представляє широкий динамічний діапазон числових значень за допомогою рухомої коми radix point.
Число з рухомою комою використовується для представлення дробових значень або коли потрібен ширший діапазон, ніж передбачений нерухомою комою (тієї ж бітової ширини), навіть ціною точності. Подвійна точність може бути обрана, коли діапазон або точність одинарної точності буде недостатнім.
В стандарті IEEE 754-2008, 64-бітний формат base-2 офіційно називається binary64; його називали подвійним в IEEE 754-1985. IEEE 754 визначає додаткові формати з рухомою комою, включаючи 32-бітові одиничні показники точності base-2 та, нещодавно, base-10.